# 필그림 파더스

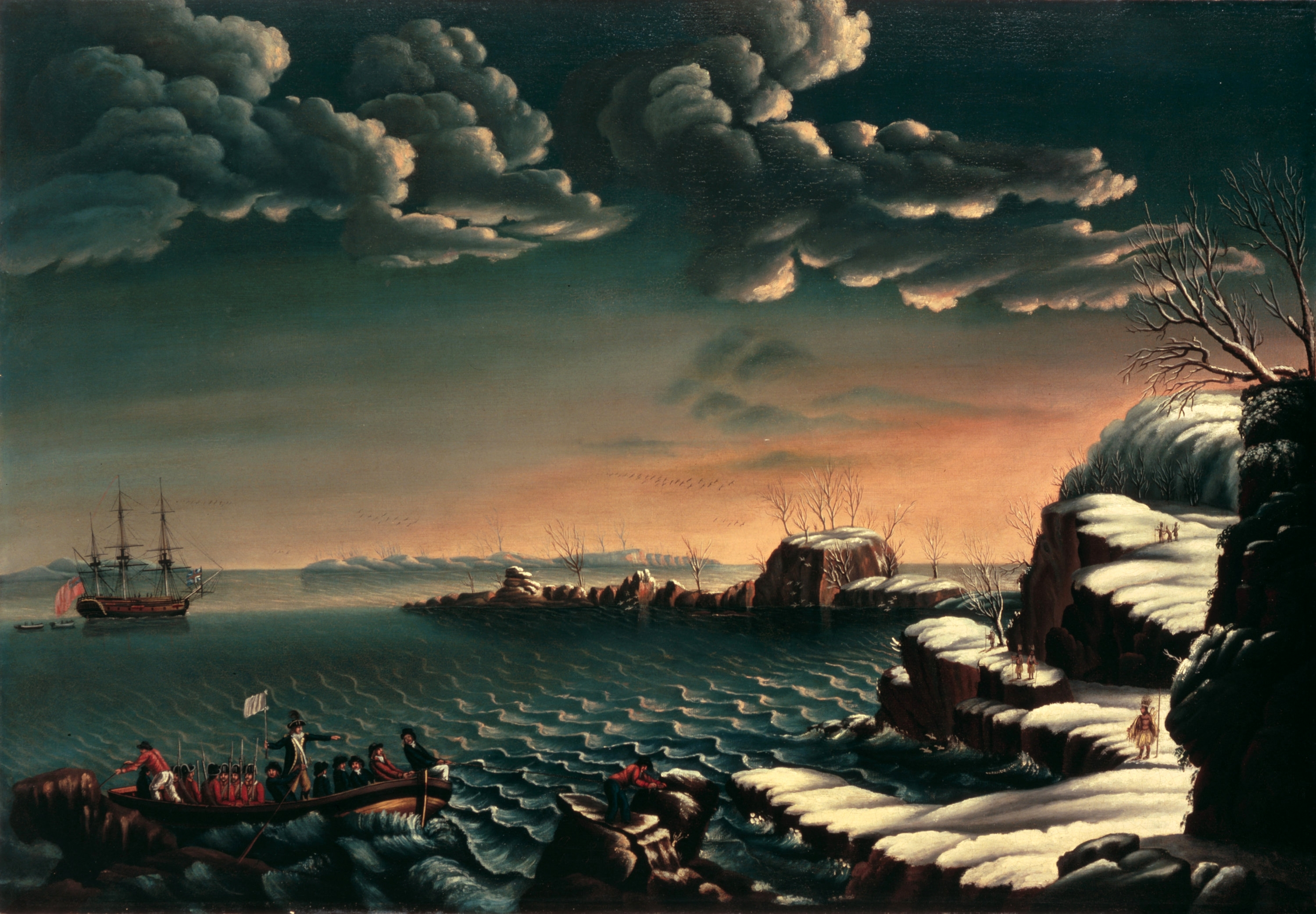
필그림의 도착, 1805년경

필그림 파더스(Pilgrim Fathers) 또는 필그림스(Pilgrims)는 1620년 미국으로 건너가 플리머스 식민지에 초기에 정착한 영국의 분리주의자들이다. 그들을 이끄는 이들은 영국 성공회를 반대하는 비국교도이며, 잉글랜드에서 네덜란드를 거쳐 미국으로 건너가게 된다.

## 배경
1527년 헨리 8세의 혼인무효 문제로 촉발된 교황과의 갈등은 1531년 2월 11일 영국 성직자들이 헨리 8세를 잉글랜드 교회에서의 왕위 지상권을 인정하는 결의를 함으로써 로마 가톨릭교회와는 결별의 길을 걷게 된다. 교황 클레멘스 7세가 헨리 8세를 파문하자, 1533년 앤 볼린과 재혼을 했고, 1534년 수장령을 공포하여 ‘로마 가톨릭교회’로부터 완전히 독립하고, ‘영국 성공회’를 국교로 삼았다. 로마와 결별 이후 종교개혁운동이 영국으로 들어와 탄력을 받기 시작하였으며, 성상 파괴, 순례의 폐지, 성인숭배 폐지 등이 실시되었다. 그러나 영국 성공회는 개신교가 아니었으며, 헨리 8세가 신봉하는 믿음도 가톨릭 그 자체였다. 1539년 잉글랜드 교회의 6개 신조에서 영국 교회가 가톨릭 교회적인 성격을 유지함을 선언하고 있다.
영국 성공회가 공식적으로 로마 교회에서 분리가 된 것은 1559년이다. 잉글랜드 의회는 엘리자베스 여왕을 "믿음의 옹호자"(에미리트)로 인식하여 왕위지상령을 채택하고, 반대로 개신교적인 법을 폐지했다. 엘리자베스 1세가 선택한 길은 "중도"(Via Media)라고 불리는 것으로, 잉글랜드에 혼재하는 개신교와 로마 가톨릭교회가 서로를 부정하고 배제하지 않고 공존할 수 있는 길을 택한 현실적인 정책이었다. 또한 여왕은 1563년 성직자 회의에서 《영국 성공회 39개조 신앙고백》을 제정, 영국 성공회의 국내화를 강화했다. 이때부터 영국의 청교도와 영국성공회의 대립이 심화되었다.

### 스크루비의 분리주의자
1603년 즉위한 제임스 1세는 영국 성공회에 강력한 지지를 보냈고, 또한 왕권신수설을 기리기 위해 국왕의 절대성을 주장했기 때문에, 개신교 여러 교파들로부터 반감을 사게되었지만, 한편 《흠정역 성경》의 출판을 지시하는 등 종교적인 공헌도 컸다. 이후 필그림으로 알려지게 되는 핵심 그룹은 1586년에서 1605년 사이에 노팅엄셔의 이스트 렛퍼드 근처에 있는 올 세인츠 교구교회(All Saints' Parish Church)의 브라우니스트(로버트 브라운을 추종하는 교파)인 리처드 클립튼에게 영향을 받은 공통된 사상을 지닌 이들이었다. 이 종파는 로버트 브라운, 존 그린우드, 헨리 바로우에가 주도하는 불복종 운동(특히, 영국 성공회에 불종하는 집단)에 비견되는 분리주의적 믿음을 가지고 있었다. 영국 성공회 내에서 충실하려는 청교도들과는 달리, 영국 성공회와 차별성을 가지고 있는 분리주의자들은 순종적이지도 않았으며, 중앙 교회와는 의상, 전통, 조직에서 모두 독립적이었다. 네들란드 전 외교관이었던 윌리엄 브루스터는 그 마을의 우체국장과 요크 대주교의 집행관을 하면서 스크루비의 장원에 살고 있었다. 클립턴의 예배에 호의적으로 감동을 받았기 때문에 링컨셔에 있는 게인스보로의 존 스미스가 이끄는 분리주의자들의 예배에 참석하기 시작했다.
분리주의자들은 오랫동안 논쟁거리가 되었다. 1558년에 제정된 《동일법》(Act of Uniformity) 하에서는 영국 성공회 예배에 참석하지 않는 것은 불법이었으며, 예배를 하지 않은 일요일과 성일에는 1실링(오늘날의 12파운드 정도)에 해당하는 벌금을 납부해야만 했다. 불법적인 예배를 하는 경우에는 금고형과 더 많은 벌금이 부과되었다. 이때의 이런 정책 하에서 바로우에와 그린우드는 1593년 폭동교사 혐의를 선고받았다. 브루스터의 임기(1595–1606) 동안, 대주교는 매튜 휴턴이었다. 그는 청교도들에게는 공감을 표시했으며(분리주의자들에게는 아니었다.), 1604년 제임스 I세의 주지사였던 로버트 세실에게 다음과 같은 편지를 쓴다:
청교도들은 예배와 의식이 다르지만, 우리의 종교적 신성에는 동의를 보내고 있으며, 그들 대부분은 폐하를 공경하고 있습니다. 따라서 나는 그들이 순응하고 있다고 생각됩니다. 교황신봉자들은 반대의 입장이며, 종교적 관점이 매우 다르며, 교황의 권위와 교황의 종교가 확립되기를 바라고 있습니다.

제임스가 권좌에 앉았을 때, 독립을 중재하기를 바랬지만, 1604년에 열렸던 햄프턴 법정회의는 청교도가 요청했던 모든 집회를 부정하였으며, 성경 영어번역본만 구제되었다. 그 회의의 결과에 따라서 1605년 클립턴은 비순응주의자로 선고를 받았으며, 밥워쓰에서의 지위를 박탈당했다. 이에 부루스터는 클립턴을 자신의 집으로 초청을 했다.
1604년 휴턴이 사망하고, 토비어스 매튜가 후임으로 선출되었다. 1604년에 열렸던 회의에서 제임스 I세의 열렬한 추종자이기도 했던 매튜는 즉시 대주교구에서의 분리주의자나 교황주의자들 같은 비순응주의자들에 대한 정화운동을 시작했다. 따르지 않는 성직자는 교체되었으며, 분리주의자들은 검거되고, 벌금을 부과받았으며, 투옥되었다. 복종하지 않는 자들은 국외로 추방하였다.
그즈음에 브루스터는 스크루비의 장원에서 사적인 집회를 계획하고 있었다. 1606년에 시작된 집회는 클립턴을 목사로 하여 예배를 했고, 존 로빈슨이 교목으로, 브루스터가 의장으로 참석을 했다. 그 직후 스미스와 게인즈보로의 교원들은 암스테르담으로 이주를 하였다. 브루스터는 교회 예배에 순응하지 않고 예배를 빼먹었다고 하여, 20파운드의 벌금을 부과받았다. 이로 인해 1607년 우체국장직에서 물러났으며, 그즈음 예배에서는 스미스를 따라 암스테르담으로 가기로 결정하였다.
스크루비의 회원이었던 오스터필드의 윌리엄 브래드퍼드는 이후 《플리머스 플랜테이션에 대해》라는 잡지를 쓰고 있었다. 이때에 그는 다음과 같이 쓰고 있다.
이런 일들이 있고난 후에는 평화롭게 지속될 수 없었고, 다방면으로 사냥과 박해를 당했다. 이전의 고통은 이때와 비교를 하면, 벼룩에게 물린 정도였다. 어떤 이들은 체포를 당해 구금되었으며, 어떤 이들은 집에 연금을 당하고 밤낮으로 감시를 당했으며, 그들의 손을 좀처럼 벗어날 수 없어서 집을 떠날 수도 없었다.

컬럼비아 백과사전에는 다음과 같이 기술되어 있다. 비록 노골적인 박해는 없었지만, 교인들은 교회집단의 감시와 이웃들에게 조롱, 비난, 배척을 받을 수밖에 없었다.

### 암스테르담으로 이주
잉글랜드를 떠나는 서류를 얻을 수 없었기 때문에, 집회의 회원들은 뇌물로 통행증을 얻어 야반도주를 하게 되었다. 1607년 브루스터의 사임이후 문서로 남아 있는 시도 중 하나는 집회 참가자 중 한 사람이 링컨셔, 보스톤에 있는 배를 전세낸 것이었다. 이것은 위장 전술로 밝혀졌으며, 승선하자마자 전원 체포되어 한달동안 투옥되었다. 그 후 7명을 제외하고 모두 석방되었다. 그 지도자들이 얼마동안 감금되었는지에 대한 정확한 기록은 없지만, 1년 후 그 지도자들이 모두 암스테르담으로 가는데 성공한다.
두 번째 출발 시도는 1608년 봄에 있었다. 네들란드인 상인과 짜고 링컨셔의 그림즈비 근처에 있는 이밍햄의 험버 어귀를 따라 교인들을 실어가기로 약속을 했다. 교인들이 승선했을 즘, 무장한 세력이 접근하는 것을 알고 선원들은 재빨리 여자와 아이들이 타기도 전에 출발을 했다. 남겨진 회원들은 체포되었지만, 벌금없이 풀려났다.
결국 150명의 교인들은 이미 암스테르담에 와 있던 스미스 무리와 조우하는데 성공하였다. 당시 그는 바로우에의 계승자인 프란시스 존슨(1562–1617)이 이끌던 추방영국교회와 합류한 상태였다. 스크루비의 무리는 스미스와 존슨의 고조되는 긴장관계로 인해 그곳에서 1년간 머물렀다. 스미스가 클립턴과 존슨이 반대를 했던 침례교인들의 이상을 포용해 왔기 때문이다.
로빈슨은 그러한 분쟁으로부터 교인들을 소거하는 것이 가장 좋은 방법이라고 생각하고 1609년 레이든으로 이주하는 것을 허락받았다. 레이든에 있는 영국추방교회와 같이 교인들을 재조직하여, 로빈슨은 목사가 되었고, 나이가 더 많았던 클립턴은 암스테르담에 잔류하는 것을 선택했다.

### 레이던

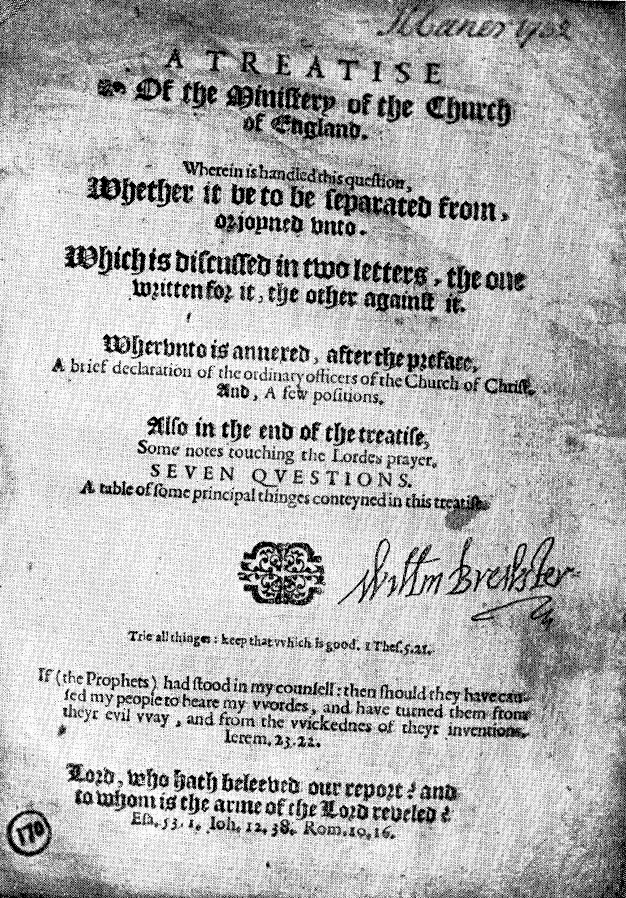
레이던에서 윌리엄 브루스터가 출판한 전단지의 표지

레이던에서 그들은 피에테르스케르크의 맞은 편에 있는 클로크스티에그 뒤쪽의 작은 주택에 살았다. 레이던에서 적응은 다양하게 이뤄졌다. 레이던은 번영하는 공업의 중심지로, 많은 교인들이 레이던 대학교나 섬유, 인쇄, 주조 무역을 통해 자신들의 삶을 더 잘 지탱할 수 있었다. 어떤 이들은 부족한 수입에 시달렸으며, 도시 환경이나 언어적 자벽에 시달렸다. 그런 이들에게는 로빈슨과 세 명의 파트너가 구매한 숙소가 제공되었다.
레이던에 머무는 몇 년동안 브랫포트는 그곳의 삶을 긍정적으로 평가하였다.
브루스터는 대학에서 영어를 가르쳤으며, 1615년에는 로빈슨이 박사 학위를 밟기 위해 등록을 했다. 그곳에서 그는 특히 칼빈주의 vs 아르미니우스주의와 같은 계속된 일련의 논쟁에 참가를 하였다. 브루스터는 토마스 브루어에 의해 모금된 자금으로 약 1616년 인쇄기를 마련하여, 지방 언론을 통해 그러한 논쟁들을 출판하기 시작했다.
그러나 네덜란드는 잉글랜드 교인들이 이해하고 배우기 힘든 문화와 언어가 낯선 땅이었다. 그들은 네덜란드의 도덕적 기준이 자유로움을 알게 되었고, 그들의 아이들은 시간이 지남에 따라서 점점 네덜란드인들에게 동화되어 갔다. 교인들은 그곳에 계속 머물면 정체성을 상실할 것이라는 위기감을 느끼게 되었다.

#### 이주 결정
1617년경, 종파의 안정과 안전을 확보하기는 했지만, 해결해야할 지속적인 문재들이 남아 있었다. 브래드퍼드는 종파는 나이가 들어가고 있었고, 스스로를 부양하는 여러 가지 문제점이 있다고 언급했다. 가지고 있던 재산을 탕진한 일부는 결국 포기를 하고 잉글랜드로 귀환했다. 더 많은 사람들이 따라갈까 봐 우려를 했으며, 종파는 유지하기 힘들었다. 고용 문제는 다른 이들을 레이던에 오기를 주저하게 만들었으며, 젊은 교인들은 취업과 모험을 찾아서 떠났다. 또한 개신교의 터전에서는 좀처럼 힘든 전도의 가능성도 그러한 우려를 부채질하고 있었다.
브래드퍼드가 네덜란드에서 그들이 겪고 있던 생활고에 대해 “낙담했다”라고 썼을 때, 이주를 해야 할 여러 가지 이유들이 브래드퍼드에 의해 제기되었다. 보다 낫고, 살기 좋은 곳을 찾음으로써 다른 사람들을 끌어올 수 있는 희망이 생기고, 교인들의 아이들이 나쁜 시험을 받고 방탕과 위험한 시험에서 벗어날 수 있는, 그리고 먼 곳에서라도 예수의 왕국에서 복음을 전파하고 번성시킬 수 있는 그러한 위대한 희망을 찾을 수 있을 수 있는 곳을 희망하였다.
에드워드 윈슬로의 리스트 또한 비슷한 것을 바랐다. 경제적인 근심과 전도가능성 외에도 사람들이 잉글랜드인으로서의 정체성과 문화, 언어를 유지할 수 곳을 강조하였다. 그들은 또한 레이던에서 잉글랜드 교회가 더 큰 사회에 공헌할 것이 거의 없다는 것도 믿게 되었다.
동시에 많은 불확실한 미래가 미국과 같은 곳으로 이주하는 것에 대해서 망설이게 만들었다. 이미 당시에는 그곳에서 식민지 개척이 실패했다는 소문들이 들려오고 있었다. 또한 그곳의 원주민들이 포악하며, 음식도, 물도 없고, 미지의 병에 노출될 수 있으며, 바다로 가는 것은 항상 위험하다는 불안감이 있었다. 이러한 모든 것에 균형을 잡아 준 것은 현지의 정치적 상황이 점점 불안해지고 있다는 것이었다. ‘80년 전쟁’이라고 알려진 불안한 정전이 위태해지고 있었으며, 스페인이 그들을 어떻게 대할까하는 불안감이 흘렀다.
이주 후보지로는 가이아나가 있었는데, 그곳은 네덜란드인들이 이미 에쎄퀴보라는 식민지를 개척하고 있었고, 현재의 버지니아 개척지와 가까운 곳이었다. 버지니아는 이전에 개척된 식민지의 존재로 인해 더 안전하며, 무역의 기회가 더 주어질 수 있었기 때문에 매력적인 목적지였다. 그러나 동시에 잉글랜드의 정치적 환경과 너무 밀접하게 복제된 곳이기 때문에 그곳에 가면 안된다는 생각이 들었다. 더 런던 컴퍼니는 그 지역에 상당한 토지를 경영하고 있었다. 원래의 정착지는 허드슨강 어귀에 위치한 곳이었다. 이곳이 사회적 갈등의 여러 우려를 불식하고, 개척된 식민지에 비교적 가까워 군사적, 경제적 이익이 제공되는 곳이었기 때문이다.

#### 협상
땅을 개척하기 위해 로버트 쿠시만과 존 카버가 잉글랜드로 파견되었다. 그들의 협상은 런던 컴퍼니의 내부갈등으로 인해 질질 끌렸지만, 결국 1619년 6월 9일 존 윈콥의 이름으로 땅의 전매가 확보되었다. 레이던 종교 집단을 공식적으로 인정하지 않는다는 왕의 조건으로 땅의 임대가 허락되었다.
런던 컴퍼니 내부에서 계속되는 문제들로 인해 준비는 계속 지연되었다. 그러한 그들에게 런던 컴퍼니의 경쟁 회사인 더치 컴퍼니가 접근을 했으며, 허드슨강 지역에 정착에 대해서 논의를 하였다. 이러한 협상은 또 다른 잉글랜드의 상인들의 부추김으로 인해 파기되었다. 토마스 웨스턴이 런던 컴퍼니 내부의 지연을 해결해주겠다고 나선 것이다. 그는 현재의 버지니아 북쪽에 있는 뉴잉글랜드라고 불리는 땅의 사용을 허가받았다고 했다. 이것은 일부만 사실이었으며, 새 허가는 1620년 뉴잉글랜드의 플리머스 의회가 그 허가서를 통과시킬 때까지 유효하지 못했다.
이 지역에는 어족 자원이 많고, 그곳에 있던 버지니아 정부의 관할령이 아니라는 기대감이 있었다.
이러한 두 번째 변경 사항은 잉글랜드 내 더 큰 집단에게 알리기를 원치 않았던 일부 집단에게만 알려졌다. 새로운 투자자들은 7년만기 계약으로 그들이 개척한 땅의 절반을 그들에게 양도하기로 계약을 변경하기를 원했다. 게다가 각 정착민들이 개인적인 사업에 1주일 이틀을 일해야 한다는 세부조항은 기각되었다.

#### 브루스터의 견제
이 협상 도중, 윌리엄 브루스터는 자신이 스코틀랜드에서 발발한 종교소요와 연루된 것을 알게 된다. 1618년 제임스 국왕은 《퍼스의 5개 조항》을 반포하였고, 그것이 스코틀랜드에서 장로교의 전통을 해치려는 시도로 비춰졌다. 브루스터가 발간한 이 법률을 비난한 책자는 1619년 스코틀랜드로 몰래 반입되었다. 이것은 레이던에서 들여온 것이며, 브루스터가 잉글랜드에 머물고 있는 7월에 브루스터를 이해하려는 시도가 있게 된다.
또한 7월에 레이던에서 잉글랜드 대사인 두들리 칼턴이 그 상황을 알게 되었고, 브루스터를 송환하라고 네덜란드 정부에 압력을 행사하였다. 9월 체포를 단행했지만, 구속된 것은 재정 담당자였던 토마스 브루어였다. 그 당시의 브루스터의 행방과 식민지 정착민들의 출발은 여전히 알려져 있지 않다. 브루스터의 인쇄기는 압수되었다. 몇 개월 동안 억류된 후 부루어는 심문을 위해 잉글랜드로 보내졌고, 그곳에서 그는 1620년까지 정부 관리들의 심문을 회피하였다.
결과적으로 잉글랜드가 네덜란드에서 얻은 하나의 양보는 그러한 출판물을 불법으로 규정하여 출판되지 않도록 한 것이었다. 결국 토마스 브루어는 잉글랜드에서 불법 종교물 발간 행위로 기소되었고, 1626년 14년 형을 선고받았다.

#### 준비
첫 여행에 모든 종파 사람들이 이주할 수는 없었다. 많은 교인들이 제한된 시간 내에 그들의 일을 정리할 수는 없었으며, 여행 경비와 공급도 제한을 받았다. 따라서 첫 출발자들은 젊은이들과 건강한 이들로 선별하기로 결정되었다. 남아 있는 이들도 가능하다면 따라 가기로 결정을 했다.
로빈슨은 레이던에 대다수의 교인들과 함께 머무르고 있었으며, 브루스터는 미국 이주할 교파 사람들을 이끌 예정이었다. 미국 내에서의 교회는 독립적으로 운영할 것이지만, 대륙과의 신대륙을 오가는 교인들에게 자동으로 교인 자격을 부여할 것을 동의했다.
개인적인 그리고 사업적인 문제가 합의되었기 때문에, 물자와 작은 배를 구매하였다. ‘스피드웰 호’은 네덜란드에서 잉글랜드로 일부 승객을 데리고 와서는 첫 해 동안 지원 업무를 위해 고용된 선원과 함께 미국으로 건너가 고기잡이를 위해 체류할 예정이었다. 두 번째로 큰 배인 ‘메이플라워 호’는 수출과 탐험용으로 임대되었다.

### 항해

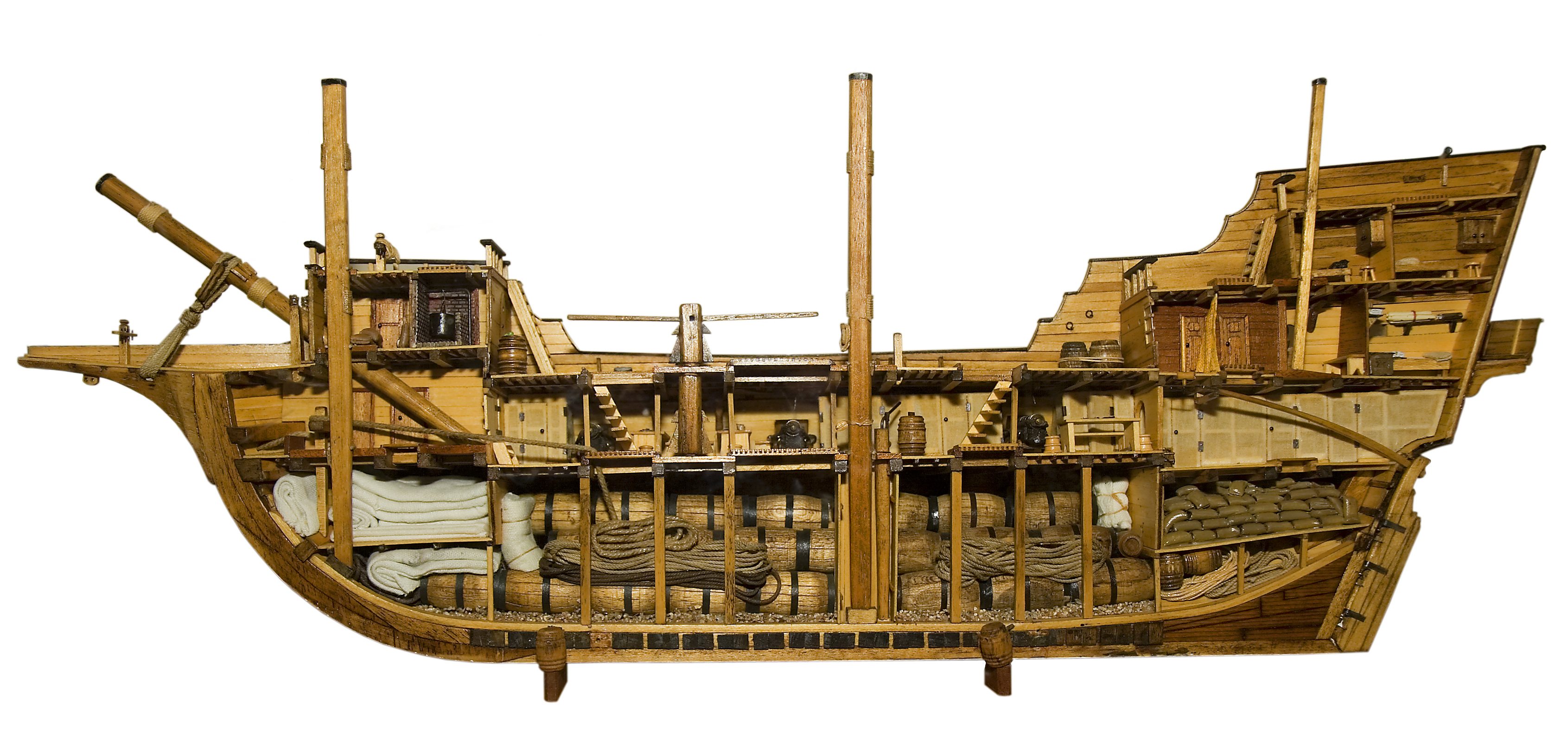
당시의 전형적인 상선의 모형,많은 인내를 필요로 하는 좁고 갑갑한 모습을 보여주고 있다.

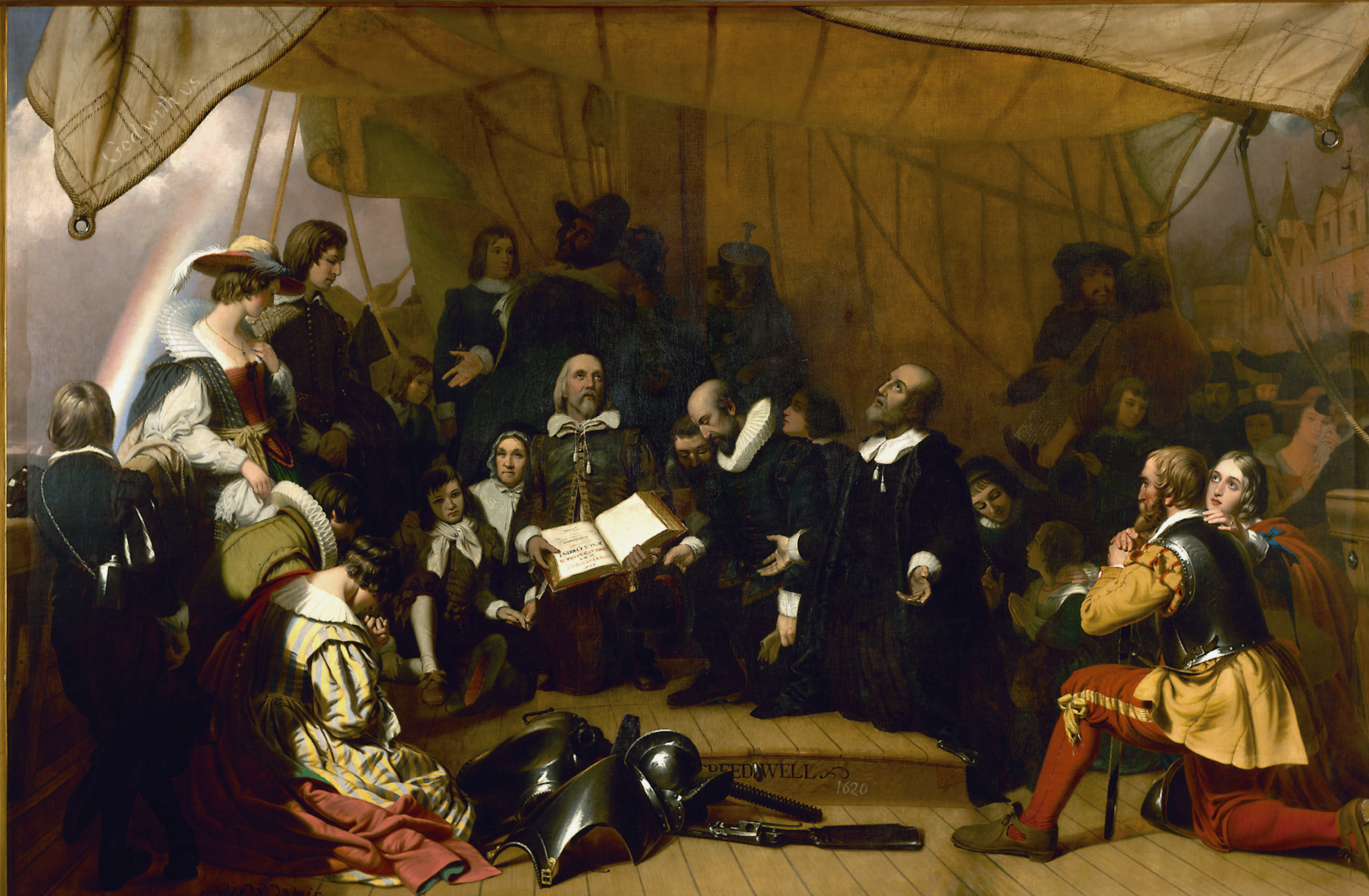
스피드웰 호의 필그림들

1620년 7월에 스피드웰은 레이던 식민지 정착민들과 함께 델프쉐이븐은 출발했다. 햄프셔주의 사우샘프턴에 도달해서, 그들은 메이플라워호와 투자자들에 의해 고용된 또 다른 식민지 정착민들을 만났다. 최종 합의가 이루어졌으므로, 8월 5일 두 배는 출발하였다.
스피드웰의 선원이 배에 누수가 된다고 보고를 한 직후, 두 배는 데이븐의 다트머스로 뱃머리를 돌리게 된다. 그곳에서 배를 수리하고 출발을 했지만, 데이븐의 플리머스까지만 그들을 데려다 주게 된다. 스피드웰이 불안하다고 생각하고, 매각을 했다. 이후 선원들이 임의적으로 누수를 시켜서, 연간위탁계약을 포기하게 만든 것이라는 것이 밝혀졌다. 매의 선장과 일부 선원들은 여행을 위해 메이플라워호에 옮겨탔다.

#### 대서양 횡단
121명의 탑승 승객 중 102명은 물자와 함께 메이플라워호에 여행을 하기 위해 선택되었다. 이들 중 약 절반은 레이던에 온 사람들이었고, 성인들 중 약 28명은 종파의 교인들이었다. 줄어든 무리는 마침내 1620년 9월 6일 성공적으로 항해를 하게 되었다.
처음에는 여행이 순탄했지만, 도중에 강한 바람과 폭풍을 만났다. 이런 것들 중 하나가 선폭에 크랙을 만들었고, 목적지까지는 절반 밖에 도달하지 못했지만, 귀항에 대해서 고민을 하게 만들었다. 정착민들이 가져온 강화 못을 사용해서, 배가 계속 운항할 수 있도록 수리를 했다. 승객 중 한명이었던 존 하우랜드는 갑판 위에서 폭풍에 쓸려갔지만, 물 속에서 배의 마룻줄을 잡아서 겨우 구조되었다.
66일간의 힘든 항해 끝에 선원 한 명과 승객 한 명은 육지에 도착하기도 전에 사망을 했다. 바다에서 한 아이가 출생을 했고, 이름을 오셔너스(Oceanus)라고 지었다.

### 미국 도착

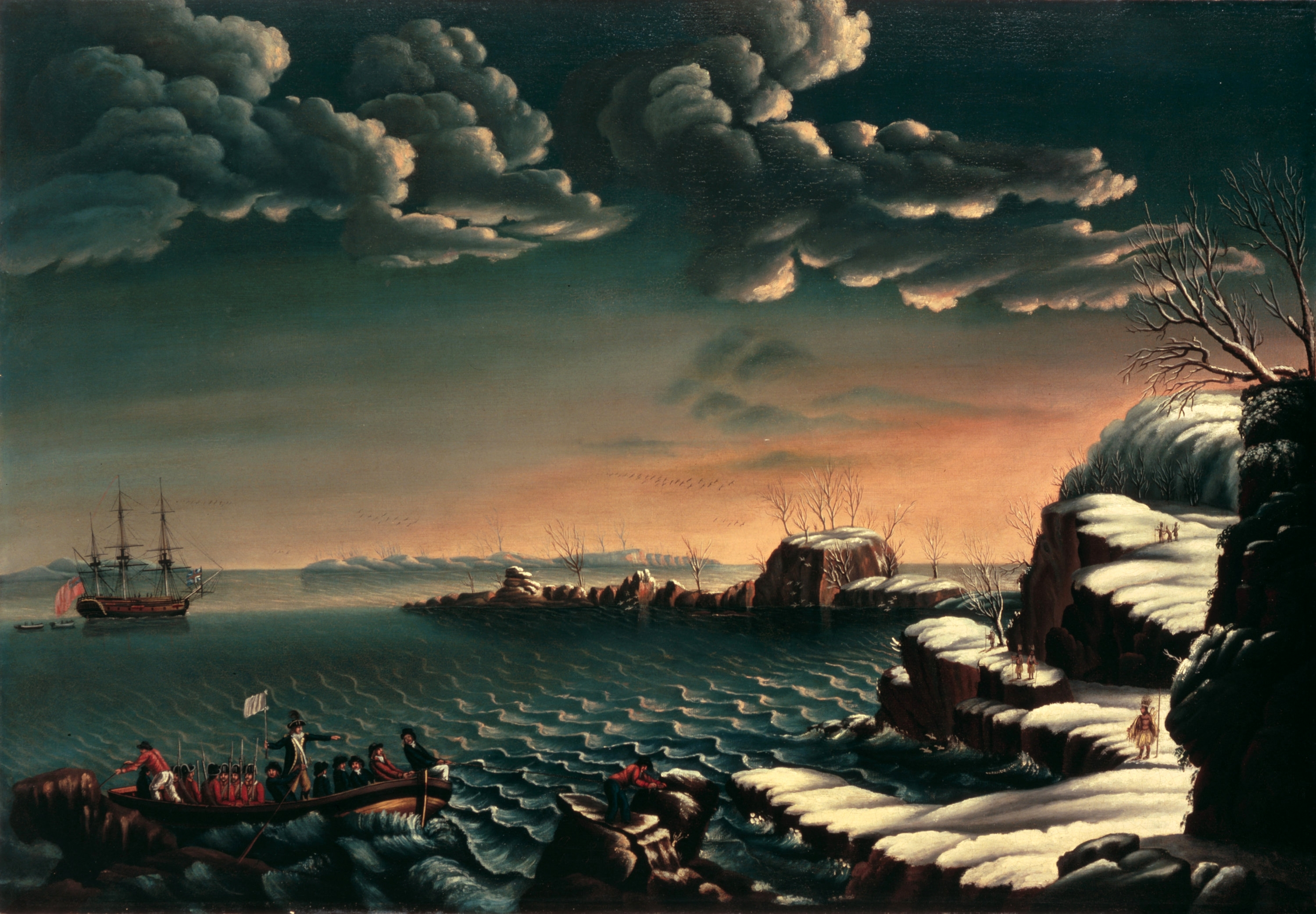
필그림의 상륙 by Michele Felice Cornè, 1805년 경. 백악관에 전시

브래드퍼드가 언급한 1620년의 위치 및 지명

1620년 11월 9일 육지가 보였다. 약 65일 동안 열악한 환경을 인내해온 승객들은 윌리엄 브루스터의 주도로 감사의 기도로서 《찬송가 100》을 불렀다. 그것은 뉴잉글랜드 영토 내 웨스튼이 추천한 케이프코드로 확정되었다. 허드슨강을 향해 곶 주변에 배를 항해하려는 시도를 했다. 그것도 뉴잉글랜드의 허락받은 지역 내였지만, 모래톱이 있었고, 말라바(오늘 날의 모노모이 근처의 땅) 주변의 험한 해류를 마주치게 되었다. 결국 우회하기로 하고, 11월 21일(율리우스력 11월 11일)경에 그 배는 오늘 날의 프라빈스타운 항으로 알려진 곳에 닻을 내렸다.

#### 메이플라워 서약
정착민들이 잉글랜드를 떠날 당시 뉴잉글랜드의 플리머스 의회에서 허가가 나지 않았기 때문에(11월 13일(율리우스력 11월 3일) 그들이 배를 갈아타는 동안에 승인되었다.), 그들은 전매권도 없이 도착을 하였다. 이전에 윈콥 명의로 받았던 전매권은 런던 컴퍼니와의 협상 포기로 무효가 되었다. 일부 승객들은 이러한 상황을 알고 있었기 때문에, 도착지에 대한 전매권이 없기 때문에 마음대로 상륙할 수 있으며, 투자자들과의 계약을 무시해도 된다고 제안을 했다.
이 문제를 거론하기 위해서, 이후 메이플라워 서약이라고 알려지게 되는 짧은 계약서가 초안된다. 이것은 정착민들이 식민지의 총체적인 안녕을 위해 적절한 복종과 협력을 약속하는 것이었다. 그것에는 모든 것이 가장 민주적인 핵심 요소인 투표로 결정되는 시민정치체제를 구성하고 있었다. 이것은 41명의 성인 승객들이 서명함으로써 다수결의 원칙을 통해 비준되었다. 이 때 존 카버는 식민지 최초의 지사로 선출되었다. 카버는 메이플라워호를 전세내었고, 종파에서 가장 존경받고, 부유한 사람으로 메이플라워 서약의 최초의 서명자였다. 메이플라워 서약은 미국 민주주의의 씨알이 되었고, 세계 최초의 성문 헌법으로 불렸다.

#### 최초의 상륙

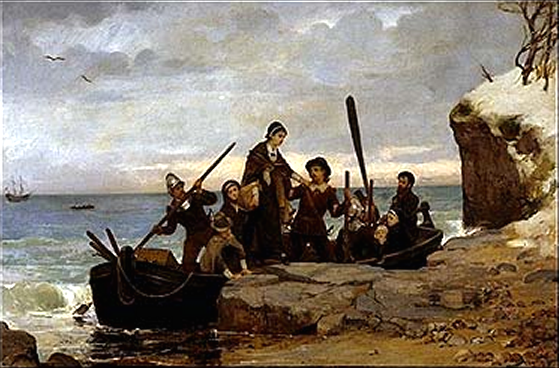
필그림의 상륙, 1877년, by Henry A. Bacon

그 지역의 철저한 탐사는 가져왔던 소형 배의 해체로 인해 2주 이상 상륙이 지연되었다. 메이플라워에 싣기 위해 해체를 했고, 갈아타는 동안 손상되었기 때문이다. 그러나 일부 무리는 땔감으로 뗏목을 만들어 해변을 건너서 오랫동안 하지 못했던 개인적인 위생을 챙겼다.
배가 만들어지기를 기다리는 동안 마일스 스탠디시(레이든에서 만난 잉글랜드의 군인)와 크리스토퍼 존스가 이끄는 탐사조를 구성했다. 그들은 원주민과 유럽인들이 지어놓은 오래된 건물 몇 채를 발견했고, 최근에 경작한 밭을 발견했다.
모래둔덕 근처에서는 인공적인 둔덕을 발견했고, 그것을 그들이 파헤쳐 원주민들의 무덤임을 알게되었다. 더 거슬러 올라가자 더 최근에 만들어진 둔덕들이 있었고, 겁이 났지만, 굶어죽을 수도 있었기 때문에 과감히 무덤 속에 있었던 식량의 일부를 가져갔다. 무덤 안에서는 옥수수 알갱이가 담긴 바구니들이 발견되었고, 그중 일부를 가져가 근처에서 발견한 철솥에 보관했다. 나머지는 파종할 씨로 이용하기 위해 다시 묻어두었다.
윌리엄 브래드퍼드는 작은 배가 수리된 직후 그의 책 《플리머스 플랜테이션에 대해》라는 그의 책에서 다음과 같이 썼다.

| “ | 탐사대는 깔개로 덮힌 인디언의 집 두채를 발견했으며, 그 속에서 그들이 사용하는 장비를 발견했지만, 사람들은 도망가서 보이지 않았다. 탐사대는 더 많은 옥수수와 다양한 색깔의 콩을 찾아냈다. 이것들을 탐사대가 나중에 다시 만나게 될 때 보상할 의도로 가져갔다. - 그들이 그렇게 한 지 약 6개월 후에 | ” |

| “ | 그리고 또한 이것은 이 가난한 사람들에게 하나님의 특별한 섭리와 위대한 자비로 기록되어야 하며, 그리하여 그들은 내년에 파종할 옥수수씨를 얻게되었으며, 그렇지 않았다면 굶어죽었을 것이다. 왜냐하면 그들은 아무것도 가진 것이 없었고, 다음 파종기까지 또한 무언가를 얻을 수 있는 기회도 없었기 때문이다. | ” |

12월 경에는 선원과 승무원 모두 병이 들어 심하게 기침을 했다. 많은 이들이 괴혈병의 영향으로 고통받고 있었다. 이미 얼음과 눈이 쌓여 탐사를 방해하고 있었다. 그렇게 첫 겨울에 그들 중 절반이 사망을 했다.

#### 접촉

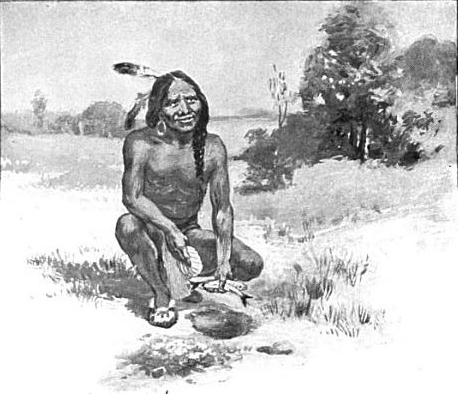
플리머스 식민지에 옥수수 경작을 가르치는 스콴토, 1911년 그림

탐사는 12월 16일 재개되었다. 작은 배에 탑승한 17명(7명은 레이던에서 온 장착민, 3명은 런던에, 7명은 선원)은 곶을 따라 남쪽으로 이동하여 나우세트 부족이 거주하는 지역(오늘날의 브루스터, 채트햄, 이스트햄, 하위치, 올리언스)에 상륙을 했으며, 그곳에서 원주민 몇 명을 발견했지만 그들이 접근하자 도망가 버렸다. 내륙에서는 더 많은 둔덕을 발견했으며, 한 곳에는 도토리가 묻혀있었고, 그들은 그것을 파냈다.
해안가에서 밤을 보냈고, 캠프 근처에서 비명을 들었다. 다음 날 아침, 그들은 화살로 그들을 쏘기 위해 접근하는 인디언들을 만나게 되었다. 정착민들은 총을 꺼내 뒤로 쏘았으며, 그들을 쫓아 숲속으로 갔지만 그들을 찾지는 못했다. 그 후로 몇 달간 원주민들과의 접촉은 없었다.
현지 사람들은 이미 잉글랜드인들에 익숙했으며, 그들은 간헐적으로 고기잡이를 위해 그곳을 방문했으며, 메이플라워가 도착하기 전에 무역을 하였다. 케이프크드 지역에서, 여러 해 전에 노예상인이었던 토마스 헌트의 방문으로 접촉은 드물었다. 헌트는 파투셋 부족(뉴 플리머스가 된 곳) 20명과 나우세트 부족 7명을 납치했으며, 그들을 유럽에 팔아넘기려 했다. 그렇게 납치된 파투셋 부족민 중에 스콴토가 있었는데, 그는 플리머스 식민지의 협력자가 되었다. 근처에 살았던 포카노케트는 노예상인들이 들어와 부족민들을 납치해간 후에 잉글랜드인들을 극도로 싫어했는데, 그들의 배에 올라타 그것을 쏘았다. 이 때는 이미 마서즈비니어드와 케이프코드에서 서로를 죽이는 일이 발생하게 된다.

#### 정착
서쪽으로 계속 탐사를 하다가 작은 배의 돛과 키가 폭풍에 파손되고, 선원이 실종되었다. 안전하게 배를 저어 가다가 현재의 덕스베리와 플리머스 절벽 해안에 의해 형성된 항구를 찾아 어둠 속에서 상륙을 하게 된다. 그들은 이곳(클락스 아일랜드)에 회복과 장비수선을 위해 이틀을 머물렀다.
탐사는 1620년 12월 21일 월요일에 재개되었으며, 탐사대는 본토를 가로 질러 결국 정착지가 될 곳을 조사하게 된다. 메사추세츠에서는 이 탐사기념일을 ‘선조의 날’(Forefathers' Day)로 지정하여 기념하고 있으며, 전통적으로 ‘플리머스 바위’ 상륙의 전설과 관련되어 있다. 이 땅은 이미 정돈되어 있었고, 높은 언덕이 좋은 방어지를 제공하여 특히 겨울 건축에 적합했다.
왐파노아그 부족에게 파투세트로 알려진 그 소거된 마을은 약 3년 정도 전에 역병이 돌아서 마을 주민들이 몰사한 곳이었다. 그 질병은 출혈이 있었기 때문에 그 “인디언 열병”은 유럽 중개업자들에 의해 급격하게 퍼진 천연두로 추정되었다. 그 발병은 너무도 가혹하여 버려진 가옥에 묻히지도 않은 채 나뒹구는 해골을 목격할 정도였다. 그렇게 원주민들의 취락지가 버려지고, 인구도 대폭 감소한 그러한 취약한 상태에서 정착민들은 아무런 저항도 없이 그곳에 정착할 수 있었다.
탐사대는 메이플라워로 돌아와서 항구에 12월 26일(율리우스력 12월 16일)에 도착하게 된다. 12월 29일(율리우스력 12월 19일)에 선택된 플리머스에 언덕을 가진 근방의 땅만 인정을 받았다.
이 시점에서 독신남은 가족을 만들도록 명령받았다. 확대된 가정에는 땅필지가 할당되었고, 자신들의 주거지를 지었다. 물자도 해안으로 운반되었고, 정착은 2월초 경에는 거의 끝이 났다.
상륙과 3월 사이에 그들이 배에서 걸렸던 병으로 47명만이 생존을 하였다. 병이 최악의 상황까지 갔을 때는 예닐곱 명만이 스스로 식사를 할 수 있었으며, 나머지를 돌 볼 수 있었다. 이 시기에 메이플라워의 선원들도 절반이 사망했다.
1621년 존 카버가 죽자 윌리엄 브래드퍼드가 지사가 되었으며, 11년 연속 역임을 하였으며, 그가 1657년 사망할 때까지 이런저런 직으로 선출되었다. 플리머스 식민지의 전매권은 브래드퍼드에 의해 1640년 자유민에게 양도되었으며, 여기에서 세 필지의 작은 유보지는 제외되었다. 1621년 3월 22일 플리머스 식민지의 순례자들은 왐파노아그 부족의 마사소이트 추장과 평화협정을 맺었다. 〈메이플라워호〉는 그해 1621년 4월 15일(율리우스력 4월 5일)에 잉글랜드로 되돌아가게 된다.
그 식민지는 대략 오늘 날 메사추세츠 주의 브리스톨 군, 플리머스 군, 그리고 반스터블 군을 포함하고 있다.
1691년 매사추세츠 만 식민지가 재조직되었을 때, 메사추세츠 베이 지방으로 새로운 허가서가 발급되었으며, 플리머스는 분리된 식민지로서의 역사를 끝마치게 된다.

## 분쟁
그러나 곧 인디언들과의 사이에 토지와 식량을 둘러싸고 충돌이 발생하여 전투가 벌어졌다. 1621년 3월 22일 왐파노아그 부족의 대추장 마사소이트는 평화와 우호를 유지하는 순례자와 계약을 하지만, 순례자는 이 조약을 그들 인디언의 땅을 자신들이 소유하고 정착해서 좋다고 말로 해석했다.
필그림은 우선 1630년에 매사추세츠 부족이 사는 땅에 진입하였고, 필그림이 가져온 천연두로 인해 면역 능력이 별로 없었던 매사추세츠 족의 대다수가 병사했다. 1636년에는 1명의 백인이 피쿼트 부족에게 살해당한 것이 계기로 《피쿼트 전쟁》이 발생했다. 순례자는 용의자의 인도를 요구했으나 피쿼트 부족이 요구에 응하지 않았기 때문에 피쿼트 마을을 습격하여 대량 학살을 자행했다.
그리하여 평화조약을 맺고 있었던 왐파노아그 부족과의 관계도 악화되어 갔다. 마사소이트의 아들 메타코멧은 아버지가 맺은 조약을 ‘불평등 조약’으로 규정하고, 1675년에 필그림 플리머스 정착촌을 공격하여, 《필립왕 전쟁》이 발발했다. 이 전쟁은 주변 부족을 끌어들여 1676년 끝날 때까지 필그림과 인디언 양쪽 모두 많은 희생자를 냈다.

## 같이 보기
- 청교도
- 메이플라워호
- 플리머스 (매사추세츠주)
- 플리머스 식민지
- 추수감사절